# Delissea fauriei
Delissea fauriei là loài thực vật có hoa trong họ Hoa chuông. Loài này được H.Lév. mô tả khoa học đầu tiên năm 1913.